# Timothy Warren Anglin
Timothy Warren Anglin (Clonakilty (Irlande), 31 août 1822 - Toronto, 4 mai 1896) était un journaliste et un homme politique canadien du Nouveau-Brunswick.

## Biographie
Thimothy Warren Anglin est né le 31 août 1822 à Clonakilty en Irlande.
Il est député fédéral de la circonscription de Gloucester de 1867 à 1882 et Président de la Chambre des communes du Canada du 26 mars 1874 au 12 février 1879.
Il est mort le 4 mai 1896 à l'âge de 73 ans.